# Cyrtolobus gramatanus
Cyrtolobus gramatanus är en insektsart som beskrevs av Robert E. Woodruff. Cyrtolobus gramatanus ingår i släktet Cyrtolobus och familjen hornstritar. Inga underarter finns listade i Catalogue of Life.